# PGC 41036
LEDA/PGC 41036 ist eine leuchtschwache irreguläre Galaxie vom Hubble-Typ Im/S im Sternbild Jungfrau auf der Ekliptik, die schätzungsweise 22 Millionen Lichtjahre von der Milchstraße entfernt ist. Gemeinsam mit zwölf weiteren Galaxien bildet sie die NGC 4442-Gruppe (LGG 288) und wird unter der Katalognummer VCC 1114 als Mitglied des Virgo-Galaxienhaufens aufgeführt.